# 混合方程式樂團
混合方程式樂團（英語：Skillet）是1996年成立於田納西州孟菲斯的美國基督教搖滾樂團。當前由約翰·庫柏（主唱及貝斯手）和妻子柯瑞·庫柏（Korey Cooper，节奏吉他手、鍵盤及和聲）、珍·萊傑（鼓手及人聲）及賽思·莫里森（Seth Morrison，獨奏吉他手）組成。樂團以葛萊美獎提名專輯《碰撞》和《昏迷》而聞名。該兩張專輯和《甦醒》分別被RIAA認證為白金和雙白金，而《崛起》和《破繭而出》截至2020年6月29日則已獲得金證。他們的五首歌曲〈黑暗中的密語〉、〈英雄〉、〈怪物〉、〈甦醒和活著〉及〈萬夫莫敵〉取得鉑金認證，而另外〈重生〉、〈昏迷〉、〈千萬別死〉與〈反抗〉四首則已獲得金證。
混合方程式成立以來經歷了幾次陣容變更，使創始人約翰·庫柏成為樂團中唯一的初始成員。他們以無休止的巡迴演出日程而聞名，在的2010年最勤奮樂團排名中登上第五位。

## 外部連結
- 官方网站
- YouTube上的官方頻道頻道
- 混合方程式樂團的Instagram帳戶